# Eriococcus lanatus
Eriococcus lanatus är en insektsart som beskrevs av Hempel 1932. Eriococcus lanatus ingår i släktet Eriococcus och familjen filtsköldlöss. Inga underarter finns listade i Catalogue of Life.